# Яхтфохт
Яхтфохт, или егерь-фогт (швед. Jaktfogde, фин. Jahtivouti) — младший полицейский чин в сельских местностях Швеции и Финляндии, имеющий специальное назначение — следить за лесом, в первую очередь устраивать облавы на хищников, а также организовывать тушение лесных пожаров. Яхтфохт был подчинён ленсману. 10 февраля 1891 года должность была упразднена в Финляндии, бывшей на тот момент в составе Российской империи.
Должность яхтфохта занимал известный политический деятель XVII века Хейкки Ваанила. Одним из наиболее известных яхтфохтов был Эркки Хака, сын Яакко (1746—1808), который в одиночку изловил почти всех хищников в окрестностях Сомеро.
Должность яхтфохта также упоминается в ряде произведений финской литературы, в частности, в романе Алексиса Киви «Семеро братьев». Так, в самом начале романа, когда шестеро из семи братьев (за исключением самого младшего, Ээро), будучи ещё детьми, предприняли попытку убежать из дома и укрыться в лесу, их поимку организовал яхтфохт, собравший для этой цели всех жителей близлежащей деревни Тоукола. Спустя много лет младший из братьев, Ээро, которому лучше других удавалось обучение грамоте, сам становится яхтфохтом.